# Cyclosia papilionaris
Cyclosia papilionaris es una especie de polilla de la familia Zygaenidae, nativa de Asia.

## Distribución y hábitat
Se distribuye de Tailandia al sur de China donde habita en selva tropical y bosque húmedo de hoja caduca. Su rango altitudinal oscila entre 0 y 1000 m s. n. m. Las larvas se alimentan de las hojas del arbusto Aporusa dioica.

## Taxonomía
Fue descrita por primera vez por entemólogo británico Dru Drury en 1773. 
Se reconocen las siguientes subespecies:
- Cyclosia papilionaris papilionaris Drury, 1773 (China)
- Cyclosia papilionaris adusta Jordan, 1907
- Cyclosia papilionaris australinda (Hampson, 1891) (sur de India)
- Cyclosia papilionaris mekongensis Nakamura, 1974 (Laos)
- Cyclosia papilionaris nicobarensis Hering, 1922 (Islas Nicobar)
- Cyclosia papilionaris nigrescens Moore, 1877 (Islas Andaman)
- Cyclosia papilionaris philippinensis Draeseke, 1924 (Polilo)
- Cyclosia papilionaris venaria (Fabricius, 1775) (Bután, India: Sikkim, Assam)